# Xestocephalus bicolor
Xestocephalus bicolor är en insektsart som beskrevs av Matsumura 1914. Xestocephalus bicolor ingår i släktet Xestocephalus och familjen dvärgstritar. Inga underarter finns listade i Catalogue of Life.